# Cyber Weapon Z
Cyber Weapon Z est un manhua (bande dessinée chinoise) dessinée par Andy Seto et écrite par Chris Lau, créé en 1993. 

## Histoire
Dans un monde futuriste dans lequel le confort matériel pousse la majeure partie de la population au relâchement, le temple Shaolin - transformé en citadelle volante - recherche à créer une « nouvelle humanité », une évolution plus consciente et plus douée de la race humaine par le biais des arts martiaux.
C'est dans ce temple que se rend Iro Park, bien décidé à acquérir le maximum de compétences martiales dans le but d'assouvir une vengeance et de retrouver son honneur.
Pendant ce temps, les dirigeants de la « Dimension A » (le monde des démons) prennent peur de cette « nouvelle humanité » qu'ils jugent dangereuse et décident de la supprimer avant qu'elle n'émerge.

## Personnages principaux

### Les « gentils»
- Iro Park : Héros de la série. Comme beaucoup de héros de mangas, il est à la fois doué, rebelle et tête brûlée
- Loneken : Major de la promotion. Premier rival de Iro. Il est plus calme et réfléchi.
- Rosaland : Personnage mi-femme mi-félin
- Bu Cang : Un des élèves du temple de Shaolin. Rappelle très fortement le personnage de Krilin de la série Dragon Ball par son aspect physique et son rôle comique.
- Anling

### Les «méchants»
- Molitofu
- Leiting
- Soloté

## Liste des volumes
- Tome 1  : Jeunesse éternelle
- Tome 2  : Techniques Martiales Suprêmes
- Tome 3  : Mad machine
- Tome 4  : Vers une nouvelle humanité
- Tome 5  : Power up
- Tome 6  : Leiting attaque
- Tome 7  : Le réveil du mal
- Tome 8  : Reborn
- Tome 9  : La chute du temple de Shaolin
- Tome 10 : Le successeur de la dimension A

## Édition
Tonkam (entre 1995 et 2001)